# Austral (1881)
Austral fue un barco de pasajeros construido por John Elder & Co., Govan y botado el 21 de diciembre de 1881 para la Orient Steam Navigation Company, Glasgow . Fue utilizada en el comercio de rutas de pasajeros a Australia.

## Historial operativo

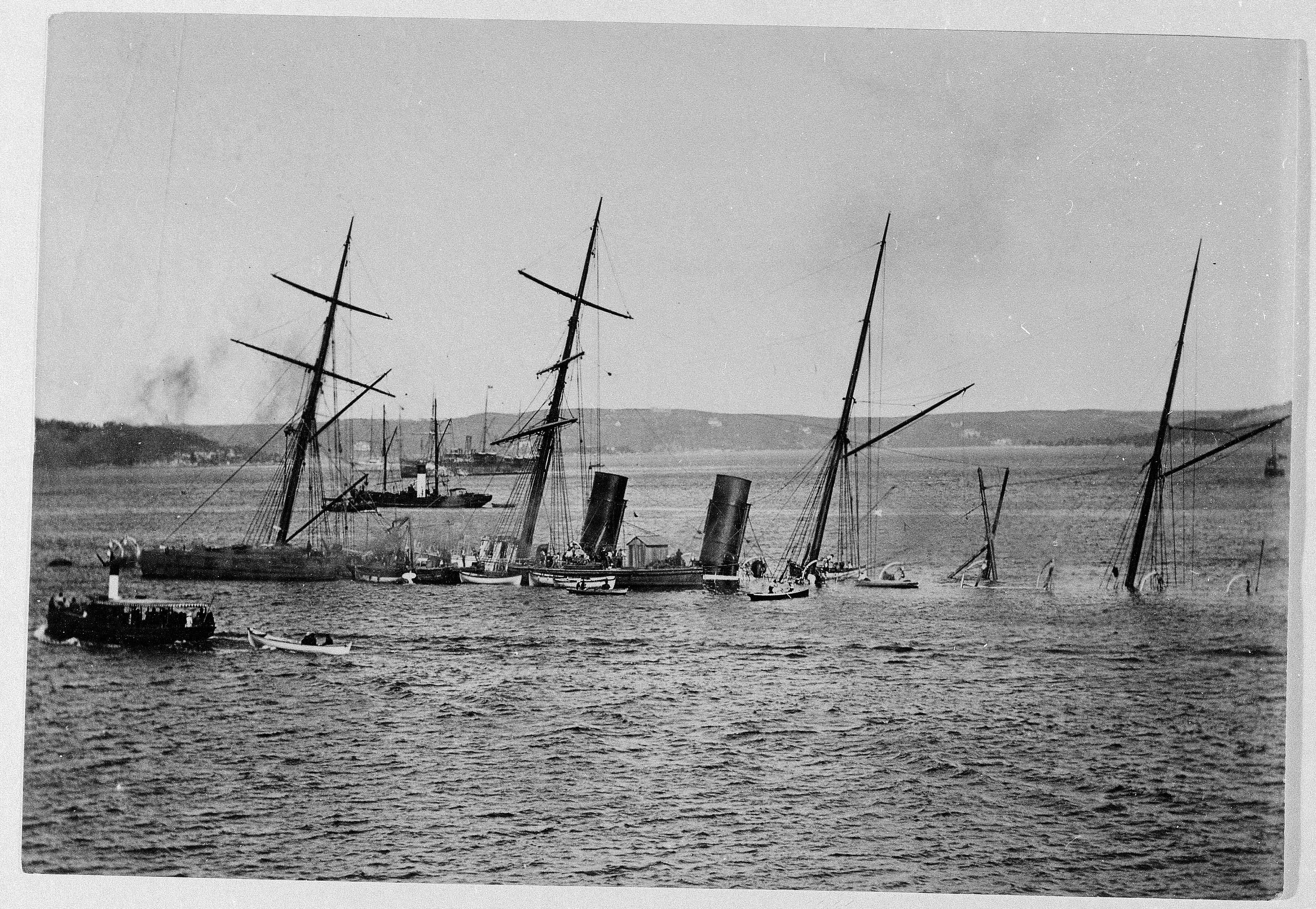
Austral se hundió en el fondo del puerto de Sidney en noviembre de 1882.

Se hundió en su amarre en Neutral Bay, frente a Kirribilli Point en el puerto de Sidney el 11 de noviembre de 1882. Cinco tripulantes murieron en el accidente. El barco fue puesto a flote de nuevo el 1 de marzo de 1883. Posteriormente navegó a Glasgow para su reparación.
Fue alquilada a Anchor Line durante 7 meses durante 1884 para la ruta de pasajeros de Liverpool a Nueva York y regresó a Neutral Bay en 1885.
Austral llegó para su desguace a Génova el 27 de mayo de 1903.